# Estação Ibiza
Ibiza é uma estação da Linha 9 do Metro de Madrid . A estação está localizada próxima ao Jardins do Retiro de Madrid.